# Souplex
Souplex is een Belgisch historisch merk van motorfietsen.
Dit bedrijf van Joseph Menko was gevestigd in Anderlecht.
De motorfietsen van dit merk, die in 1939 op de markt kwamen, hadden zeer kleine 12" wielen. Ze werden aangedreven door 125 cc Villiers-tweetaktmotoren en Coventry Victor-boxermotoren van 285- of 350 cc. Het merk overleefde de Tweede Wereldoorlog, maar de vreemd uitziende kleine motorfietsjes trokken toch te weinig klanten en in 1948 werd de productie beëindigd. Vooral het model met de Coventry Victor motor zag er laag en lang uit, doordat deze motor zelf al vrij lang van bouw was.